# Le Doigt télescopique
Le Doigt télescopique (titre original : The Moving Finger) est une nouvelle de Stephen King parue en 1993 dans le recueil Rêves et Cauchemars mais ayant été publiée pour la première fois en 1990 dans The Magazine of Fantasy & Science Fiction.

## Résumé
Howard Mitla, expert-comptable, vit dans un appartement du Queens (New York) avec sa femme Violet. Alors qu'il regarde le jeu télévisé Jeopardy!, pour lequel il est très doué, il entend un bruit dans la salle de bains et voit un doigt humain extrêmement long sortir du lavabo. Il tente tout d'abord de se convaincre qu'il a eu une hallucination mais, plus tard dans la soirée, il est à nouveau confronté à ce doigt.
Le lendemain, il essaie de se débarrasser du doigt en déversant du produit déboucheur dans le lavabo mais ne réussit qu'à le brûler. À son tour, le doigt, qui semble grandir à vue d'œil, attaque Howard. Celui-ci, de plus en plus hystérique, s'empare d'un taille-haies et coupe un bon mètre du doigt, qui bat en retraite dans les canalisations. La police est alertée par un voisin qui s'est plaint du bruit. Quand un policier arrive, il trouve la salle de bains couverte de sang et Howard en état de choc. La nouvelle se termine alors que le policier, ayant entendu du bruit dans la cuvette des toilettes, en ouvre l'abattant malgré les mises en garde décousues d'Howard contre le propriétaire du doigt.

## Genèse
La nouvelle a été publiée initialement dans un numéro spécial consacré à Stephen King du Magazine of Fantasy & Science Fiction. Dans la postface de Rêves et Cauchemars, King déclare que la nouvelle est une métaphore de la façon dont on fait face aux mauvaises surprises qui surviennent parfois dans notre vie.

## Adaptations
Le Doigt télescopique a été adapté à la télévision en 1991 sous la forme d'un épisode de la série télévisée Monsters, avec Tom Noonan dans le rôle d'Howard Mitla.